# Schwann-celle
Schwann Celle eller Schwannske celler er en gliacelle-type knyttet til det perifere nervesystem, hvis funktion er at give stabilitet og isolation til nervecellernes udløbere (aksoner). Små aksoner omgives primært af Schwann cellernes cytoplasma, som betegnes den Schwannske skede. Denne skede kan dække flere 100 mikrometer af aksonet og omgive op til 30 aksoner. Ved større aksoner danner Schwann cellen en lipidholdig myelinskede. Myeliniseringen foregår ved at Schwann cellen danner en spiral med dets egen cellemembran omkring aksonet. Cellemembranen presses sammen i lameller og cytoplasmaet fortrænges fra rummet mellem lamellerne, og lægger sig perifert omkring den ny dannede myelinskede.